# Acacia enterocarpa
Acacia enterocarpa är en ärtväxtart som beskrevs av R.V.Sm. Acacia enterocarpa ingår i släktet akacior, och familjen ärtväxter. Inga underarter finns listade i Catalogue of Life.

## Bildgalleri

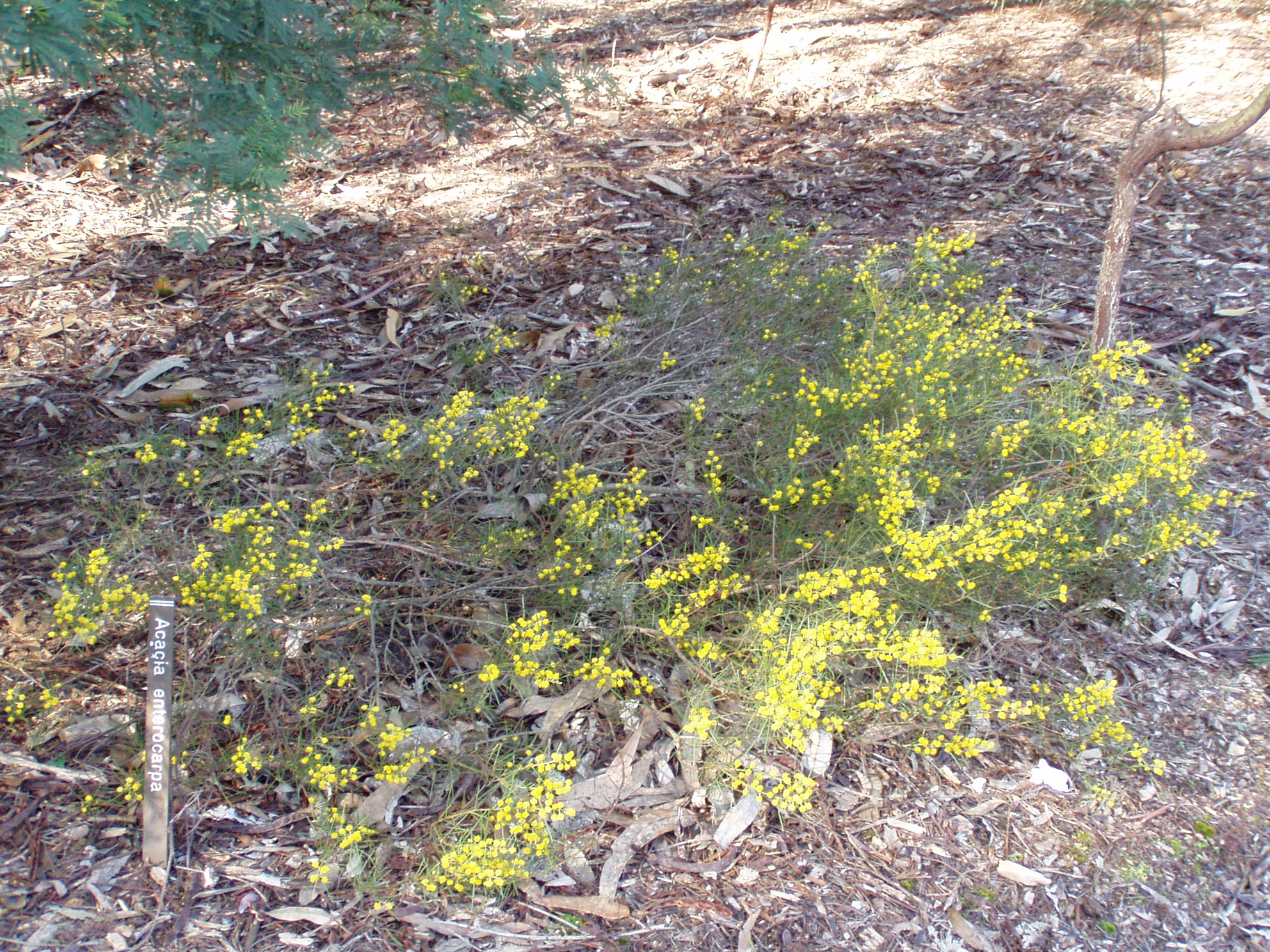